# Erbenoceras
Erbenoceras — викопний рід головоногих молюсків вимерлої родини Mimosphinctidae ряду Agoniatitida підкласу амоноідей, що існував в девонському періоді (403—392 млн років тому). Викопні рештки виявлені в Китаї, Таджикистані, Росії, Туреччині, Марокко, Іспанії, Німеччині, Чехії.

## Опис
Раковини великі і вузькодискоїдні, грубо ребристі та мають лінії росту. Витки спіралі майже не доторкаються один до одного.

## Види
- Erbenoceras advolvens (Erben, 1960)
- Erbenoceras circum Ruan, 1981
- Erbenoceras erbeni House, 1965
- Erbenoceras khanakasuense Yatskov, 1990
- Erbenoceras kimi Bogoslovsky, 1980
- Erbenoceras sabolotnense Yatskov, 1990
- Erbenoceras solitarium (Barrande, 1865)